# Hanns Maull
Hanns Walter Maull (né le 5 octobre 1947 à Augsbourg) est un politologue allemand.

## Biographie
Après son baccalauréat au Ludwigsgymnasium de Munich, il intègre en 1967 la Stiftung Maximilianeum (de) et étudie les sciences politiques, l'histoire contemporaine et de journalisme. En 1974, il obtient son doctorat à l'Université Louis-et-Maximilien de Munich, avec une thèse sur le rôle de l'Egypte, de la Syrie et de la Jordanie dans le conflit avec Israël. Il poursuit ses recherches post-doctorales à l'International Institute for Strategic Studies (1973/74) et à l'European Research Centre de l'Université du Sussex (1975/76). De 1976 à 1979, il travaille pour la Commission trilatérale. De 1979 à 1982, il travaille comme journaliste pour la Bayerischer Rundfunk puis en tant que collaborateur scientifique à l'Université de Munich, où il passe en 1986 sa thèse d'habilitation. De 1987 à 1991, il est professeur à l'Université d'Eichstätt (en). En tant que professeur invité, il travaille de 1986 à 1992, et de 1997 à 1998, au Centre de Bologne de la Université Johns-Hopkins. Depuis le WS 2010[Quoi ?], il est Senior Fellow à la Transatlantic Academy (de) (TAA) à Washington, DC. De 1991 jusqu'à sa retraite, en mars 2013, il est titulaire de la Chaire de Relations internationales et de Politique étrangère à l'Université de Trèves. Il est également membre du Centre interdisciplinaire d'Études pour l'Asie-Pacifique.
Ses domaines de recherche comprennent la politique étrangère de l'Allemagne et du Japon, avec notamment la théorie du pouvoir civil, la politique énergétique (en particulier l'importance stratégique de matières premières comme le pétrole et le gaz naturel pour la sécurité des pays occidentaux industrialisés), l'interrégionalisme (de) (notamment sur les relations entre l'Europe et l'Asie de l'est), ainsi que l'histoire et la politique de la Corée.
Il est l'un des rédacteurs en chef de la revue Jahrbuch Internationale Politik publiée par la Deutsche Gesellschaft für Auswärtige Politik (de)
En 2006-2007, il encadre la thèse de doctorat de Siegfried Schieder (de), sur la politique étrangère et européenne de l'Allemagne.